# Lill-Lidmyrtjärnen
Lill-Lidmyrtjärnen är en sjö i Vindelns kommun i Västerbotten och ingår i Umeälvens huvudavrinningsområde.